# Fierzë
Fierzë – wieś położona w północnej części Albanii w gminie Fierzë. Wieś znajduje się 105 kilometrów od stolicy państwa, Tirany.

## Demografia
Według spisu ludności z 1989 roku we wsi Fierzë mieszkało 834 mieszkańców.